# Sváb Károly
Gavosdiai Sváb Károly (Csongrád, 1829 – Gavosdia, 1911. augusztus 6.) magyar földbirtokos, a főrendiház egyik első zsidó származású tagja.

## Élete
Zsidó származású családban született. Pest reáliskolai tanulmányokat végzett, majd az 1848–49-es forradalom és szabadságharcban hadnagyi ranggal Bene Lajos őrnagy, majd ezredes mellett mint szárnysegédként vett részt. A szabadságharc leverését követően, 1850-től a Magyaróvári Gazdasági Akadémián tanult. Tanulmányai befejezését követően gazdálkodni kezdett, emellett részt vett Békés és Torontál vármegyék közéletében. Mint alapító vett részt a békésmegyei gazdasági egylet megalakításánál, és később is tevékeny tagja volt az egyletnek. Torontálmegyében 1872-ben mint választási alelnök működött, 1875-ben pedig szabadelvű-párti programmal a törökkanizsai kerületben képviselővé választották. Ezt a kerületet képviselte 1885-ig, amikor a főrendiház tagjává nevezték ki. Ennek hátterében Tisza Kálmán azon titkos megállapodása volt a magyarországi zsidósággal, melynek értelmében a főrendiházba két zsidó személy is bekerülhessen (a másik Hirschler Ignác orvos volt). Korábban ugyanis a zsidóság ilyen képviseletét hivatalosan ellenezte a főrendiház.
Az Eperjes–Bártfai HÉV igazgatósági elnöke, valamint elnöke az országos magyar izraelita ösztöndíj-egyletnek.
Alkalmi beszédei a helyi lapokban jelentek meg, az országgyűlésiek az Országgyűlési Naplókban vannak.
Az 1890-es években a budapesti József körút 30-32. szám alatt egy bérpalotát építtetett Freund Vilmos építésszel.
1902. december 24-én gavosdai előnévvel nemességet kapott.
1911-ben hunyt el 82 éves korában. Halálozási éveként olykor tévesen 1890 fordul elő.

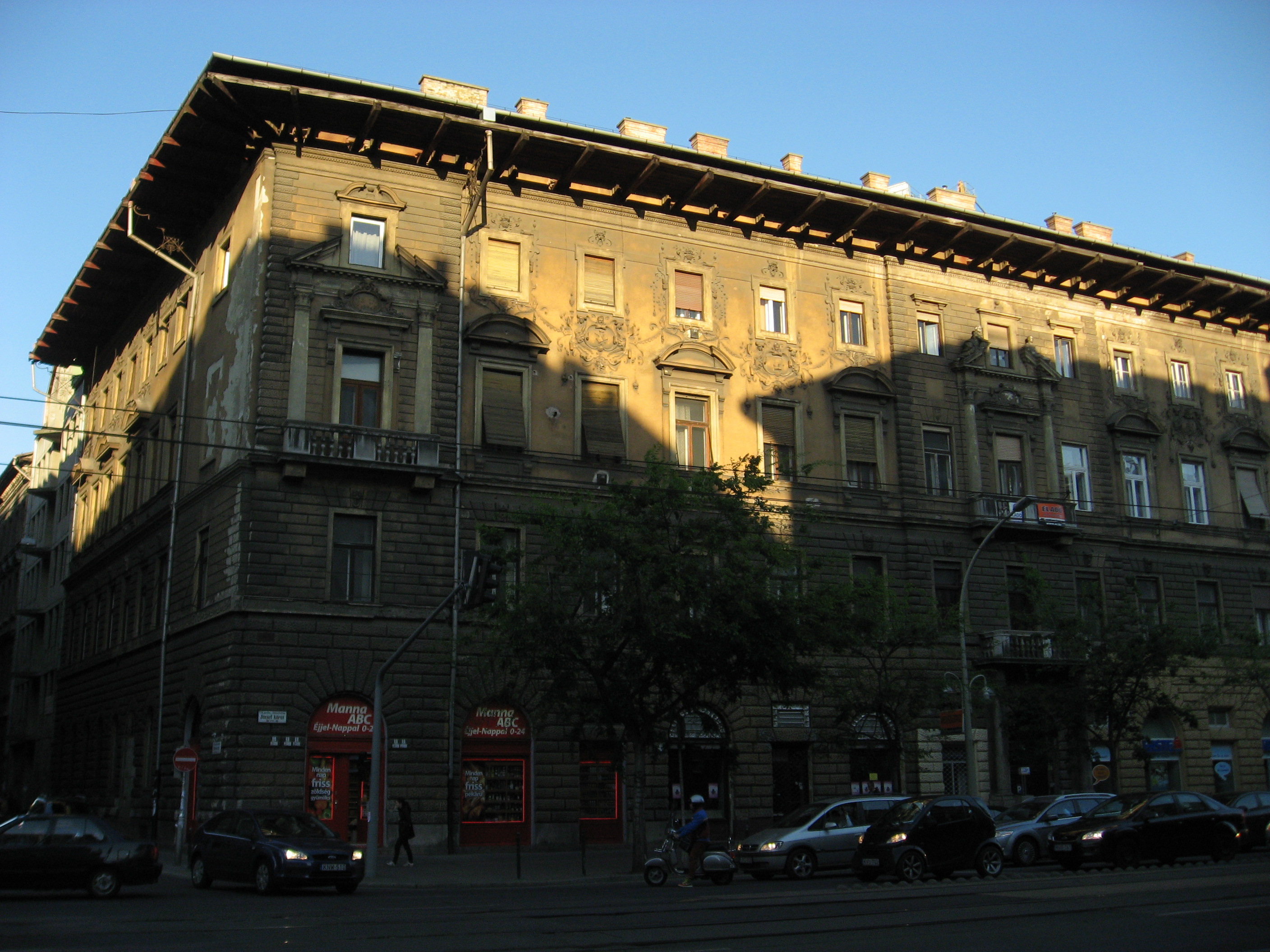
Sváb Károly bérpalotája (Budapest, József körút 30-32.)

## Egyéb irodalom
- Szabadelvűpárti Naptár 1885-re. Budapest, 287. old. arcképpel
- Sturm Albert: Országgyűlési Almanach. Budapest, 1901. 173. old.